# Find Me
Find Me (рус. «Найди меня») — первый мини-альбом американской певицы Кристины Гримми. Альбом был выпущен путём цифровой дистрибуции 14 июня 2011 года. Физические копии продавались во время появления Гримми на различных ТВ-шоу и во время её турне. Альбом был выпущен самостоятельно и дебютировал с 35 места чарта Billboard 200. Вошёл в топ-10 чарта Independent Albums в США, дебютировав и достигнув шестой позиции. Также был успех и в другом чарте Billboard — «Digital Albums», дебютировав с 11 строчки.

## Запись и развитие
Гримми начала выкладывать свои каверы на личном аккаунте YouTube под ником zeldaxlove64 летом 2009 года (17 июля). Друг Кристины убедил её выкладывать свои видео на более известном сайте. После получения положительных отзывов она начала постоянно выкладывать новые видео, обычно называвшиеся «Я исполняю…» (англ. «Me singing…»). К примеру, она выкладывала каверы на песни Party in the U.S.A. и When I Look at You Майли Сайрус. Кристина связалась с Куртом Хьюго Шнайдером и записала с ним попурри из песен Сайрус, и оно быстро стало одним из самых просматриваемых видео на её канале. После просмотра этого видео отчим Селены Гомес (Брайан Тифи) предложил ей свои услуги менеджмента.
С ростом популярности также росло и внимание к Гримми, писали статьи о ней и её музыке, ставили в сравнение с Селеной. После публикации статьи The Hollywood Gossip шумиха вокруг Кристины возросла, и её начали сравнивать с певицей Ребеккой Блэк, которая также прославилась благодаря YouTube. Но сравнение привело лишь к большему интересу в Гримми. После того, как её видео начали набирать более 17 000 000 просмотров, она решила сосредоточиться на исполнении оригинального материала. Несмотря на желающих разместить её синглы в iTunes, она сказала, что менеджер запретил это делать до того, как у неё будет полностью готов стоящий альбомный материал. Гитарист коллектива Selena Gomez & The Scene, Итан Робертс, написал вместе с ней «Liar Liar» и «Unforgivable».

## Синглы
«Advice» был выпущен в качестве лид-сингла на Radio Disney 11 июня 2011 года. Песня получила много положительных отзывов. Премьера видеоклипа состоялась 19 июля того же года.
«Liar Liar» была выпущена в качестве второго сингла на Radio Disney. Она смогла войти в топ-15 в один из чартов Billboard — Top Heatseekers.

## Восприятие
Селена Гомес выразила свою поддержку альбому и призывала фанатов покупать его, также сообщив, что «Liar Liar» её любимая песня.

## Список композиций
| №                   | Название            | Автор(ы)                                                 | Продюсеры            | Длительность |
| ------------------- | ------------------- | -------------------------------------------------------- | -------------------- | ------------ |
| 1.                  | «Ugly»              | Christina Grimmie                                        |                      | 3:09         |
| 2.                  | «Unforgivable»      | Grimmie                                                  | Teddy Scott          | 3:52         |
| 3.                  | «Advice»            | Grimmie, Ethan Roberts, Selena Gomez                     |                      | 3:35         |
| 4.                  | «King of Thieves»   | Aimée Proal, Jens Gad, Vincent Stein, Konstantin Scherer | Beatzarre, Djorkaeff | 4:30         |
| 5.                  | «Not Fragile»       | Grimmie, Khara Lord, Brennan Aerts                       | Aerts                | 3:31         |
| 6.                  | «Find Me»           | Grimmie                                                  | Schneider            | 3:35         |
| 7.                  | «Liar Liar»         | Grimmie, Roberts                                         | Scott                | 3:25         |
| 8.                  | «Counting»          | Grimmie, Lord, Aerts                                     | Aerts                | 3:18         |
| Общая длительность: | Общая длительность: | Общая длительность:                                      | Общая длительность:  | 28:55        |

## Чарты
| Чарт (2011)                        | Пиковая позиция |
| ---------------------------------- | --------------- |
| Канада (Canadian Albums Chart)     | 44              |
| США (Billboard 200)                | 35              |
| США (Billboard Digital Albums)     | 11              |
| США (Billboard Independent Albums) | 6               |